# Hennigs (Adelsgeschlecht)

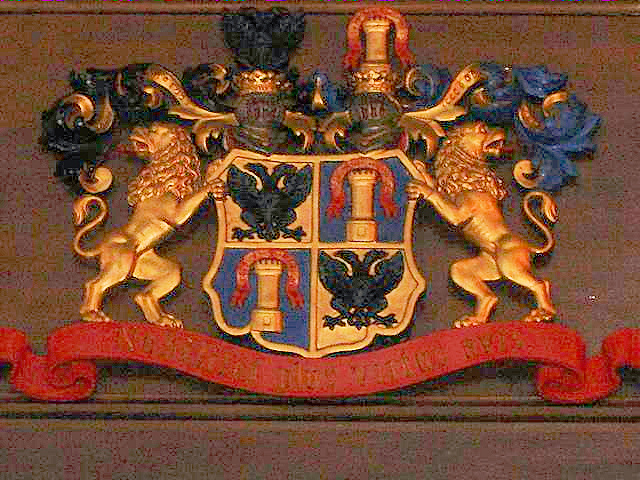
Thomaskirche Tribsees: Wappen der Ritter von Hennigs in der Patronatsloge (1819)

Die Familie der Ritter von Hennigs ist ein Adelsgeschlecht aus Schwedisch-Pommern und hat schwedische und pommersche/preußische bzw. deutsche Wurzeln und Ahnen.

## Historische Wurzeln der Familie
Die aus Vorpommern stammende und in schwedischen Diensten stehende Familie von Hennigs teilt sich in zwei Zweige auf.
Auf der einen Seite die deutsche Stammreihe mit Heinrich von Hennigs, der durch preußisches Adelsdiplom vom 28. November 1708 und Johann-Christopher von Hennigs, der durch Diplom vom 24. September 1790 in den Reichsadels- und Ritterstand erhoben wurde. Auf der anderen Seite wurde der mit der deutschen Seite verwandte schwedische Zweig der Familie mit Carl Frederik von Hennigs im Jahr 1808 im schwedischen Ritterhaus als adelige Familie (nach schwedischem Sprachgebrauch) unter Nummer 2306 introduziert. Das Wappen hängt seitdem dort im großen Saal des Ritterhauses. Später teilte sich die in Schwedisch-Pommern ansässige Familie in zwei Linien, die Stremlower und die Techliner Linie.

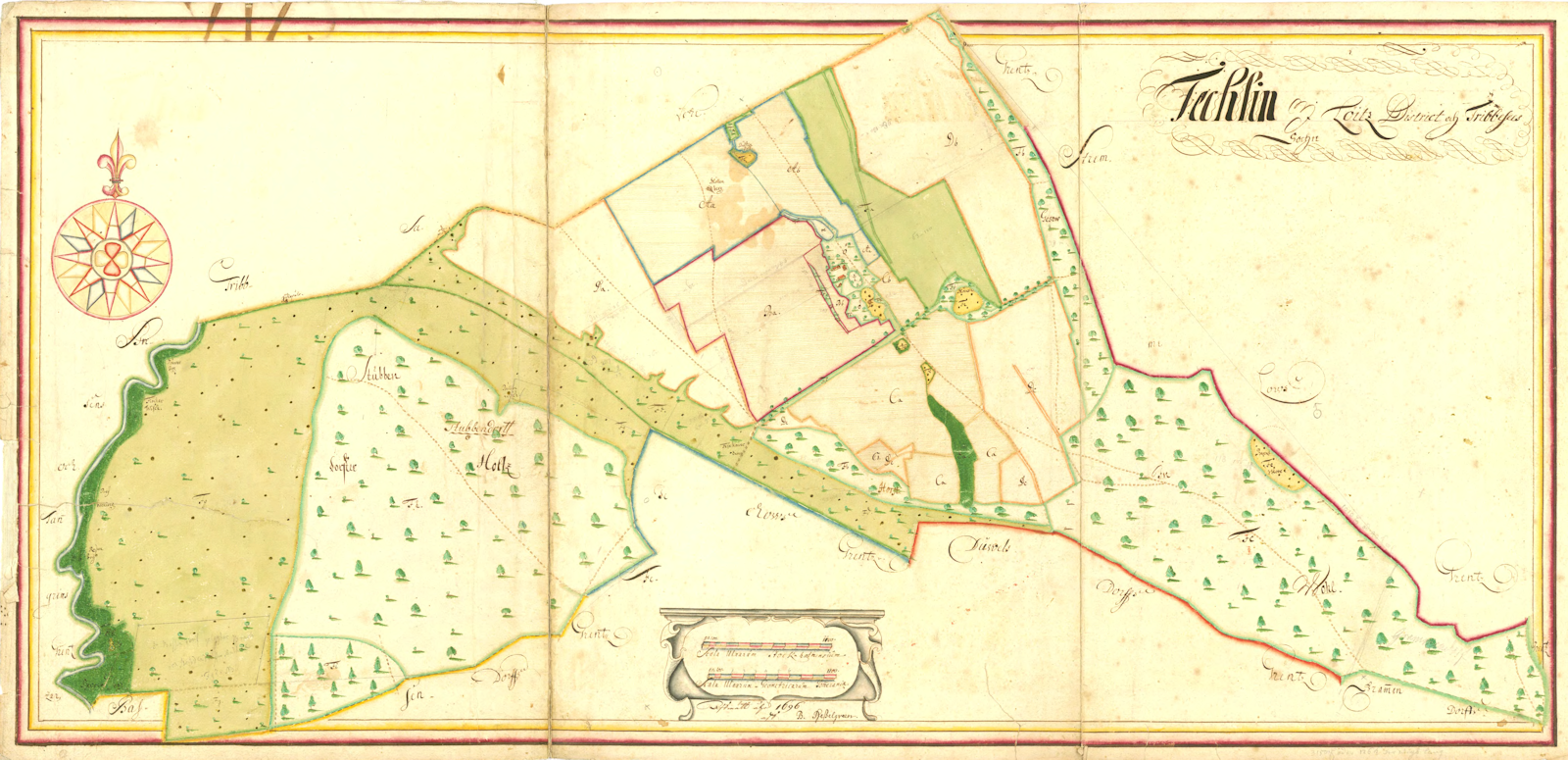
Schwedische Matrikelkarte von Techlin um 1700

### Schweden und Schwedisch-Pommern
Im 18. Jahrhundert herrschte ein reger Wechsel der Familie und einzelner Mitglieder von und nach Schweden, erleichtert durch die politische Situation. Als zu Beginn des 19. Jahrhunderts Schwedisch-Pommern nach der Auflösung des Alten Reichs im Jahr 1806 und nach Aufhebung der bisherigen landständischen Verfassung durch den schwedischen König Gustav IV. Adolf aus dem Reich ausschied und ab Juli 1807 die französischen Besetzungen erfolgten, scheint die Entscheidung eines Teiles der Familie, sich in Schweden niederzulassen, durch die politischen Wechsel erklärbar zu sein.

## Herkunft, Ämter und Aufgaben

### Landsässigkeit in Vorpommern und Schweden

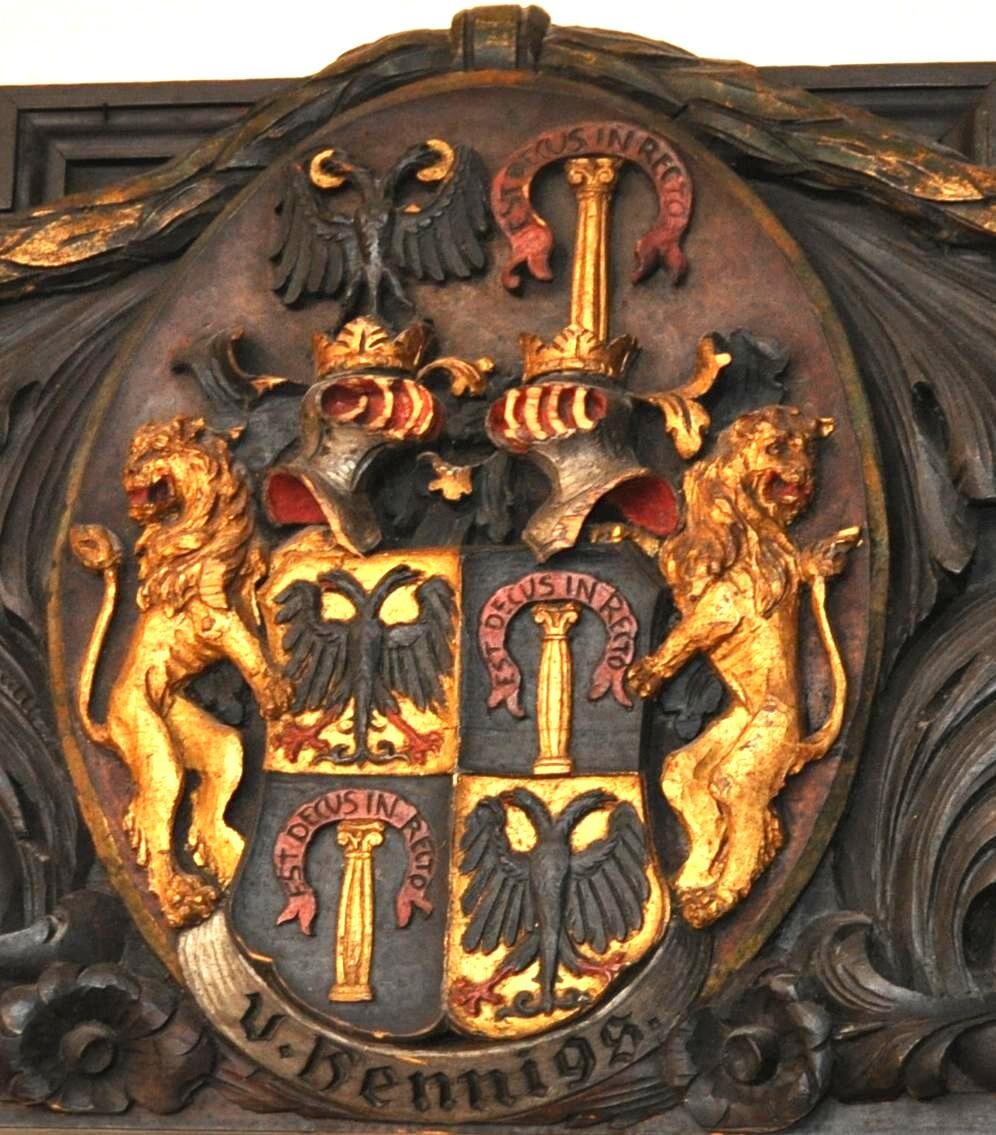
Wappen der Fam. v. Hennigs im Kreishaus Greifswald

Mitglieder der Familie waren seit dem 18. Jahrhundert in Vorpommern in unterschiedlicher Funktion tätig. Bis zum Rückzug der Schweden aus Vorpommern stand die Familie in schwedischen Diensten und trat dann nach 1815 in den preußischen Dienst über, sofern diese in Vorpommern lebte.
Die Familie ist mindestens seit 1790 als landsässig in Vorpommern dokumentiert durch Johann-Christopher von Hennigs (1730–1807), zunächst auf den Gütern Garbodenhagen und Hohenbrück bei Stralsund, später auch das Rittergut Pantlitz, das Gut Sissow auf Rügen und das Gut Brüssow. Sein Sohn, der Oberst Bernhard Gustav von Hennigs (1773–1845), kaufte im Jahr 1819, nach dessen Abschied aus dem schwedischen Dienst, die Rittergüter Techlin und Stremlow (bis 1929 eigenständige Rittergutsbezirke, seitdem Gemeinde Deyelsdorf oder Gemeinde Siemersdorf (die dann in die Stadt Tribsees eingemeindet wurde), ehemaliger Kreis Grimmen, heute Landkreis Vorpommern-Rügen, im Amt Recknitz-Trebeltal) und verkaufte alle anderen Ländereien. Das Rittergut Techlin wurde seitdem bis 1945 von der Familie ununterbrochen bewirtschaftet. Nach Vertreibung der Eigentümer wurde es dann während der Bodenreform enteignet. In Techlin und Umgebung bewirtschaftet heute wieder ein Nachkomme der Familie einen neuerworbenen Forstbetrieb.
Der Gutsherr von Hennigs auf Buggow im Südosten des Landkreises Greifswald war Mitglied dieses Kreistages. Das Wappen entstand wahrscheinlich um 1880. Im Sitzungssaal des Kreishauses war ein Wappenfries angebracht mit den Wappen der 24 Gutsherren der Gutsbezirke und der 3 Städte.
Ebenfalls in dieser Zeit wurden Güter in Schweden erworben und die schwedische Linie der Familie war nicht nur im schwedischen Staatsdienst in Stockholm, sondern wurde auch ca. um 1808 dort landsäßig und bewirtschaftete zwei Güter in Schweden. In dieser Zeit erfolgte die Trennung in die „schwedische“ Linie, die mit Carl Frederik von Hennigs (dem Bruder des Bernhard Gustav von Hennigs) beginnt.

### Tätigkeiten im Interesse des Gemeinwohls

#### Arbeit und Gestaltung in Politik und Kirche
Aus dem Kreis der Familie entstammten nicht nur Gutsbesitzer in Vorpommern und Schweden, sondern auch Offiziere im Militärdienst und Verwaltungsbeamte im Dienste der jeweiligen Königshäuser bzw. Regierungen. Andere waren als Politiker tätig, wie zum Beispiel Albert von Hennigs als Mitglied des pommerschen Provinziallandtages oder Fritz von Hennigs als Abgeordneter im Preußischen Abgeordnetenhaus. Weitere Hennigs waren in kommunalen Gremien oder leiteten im Vorstand ein Unternehmen. Viele waren und sind heute noch in der Kirche aktiv als Pastor, Synodaler oder in anderen Leitungsfunktionen der Kirchen.

#### Karitative Werke

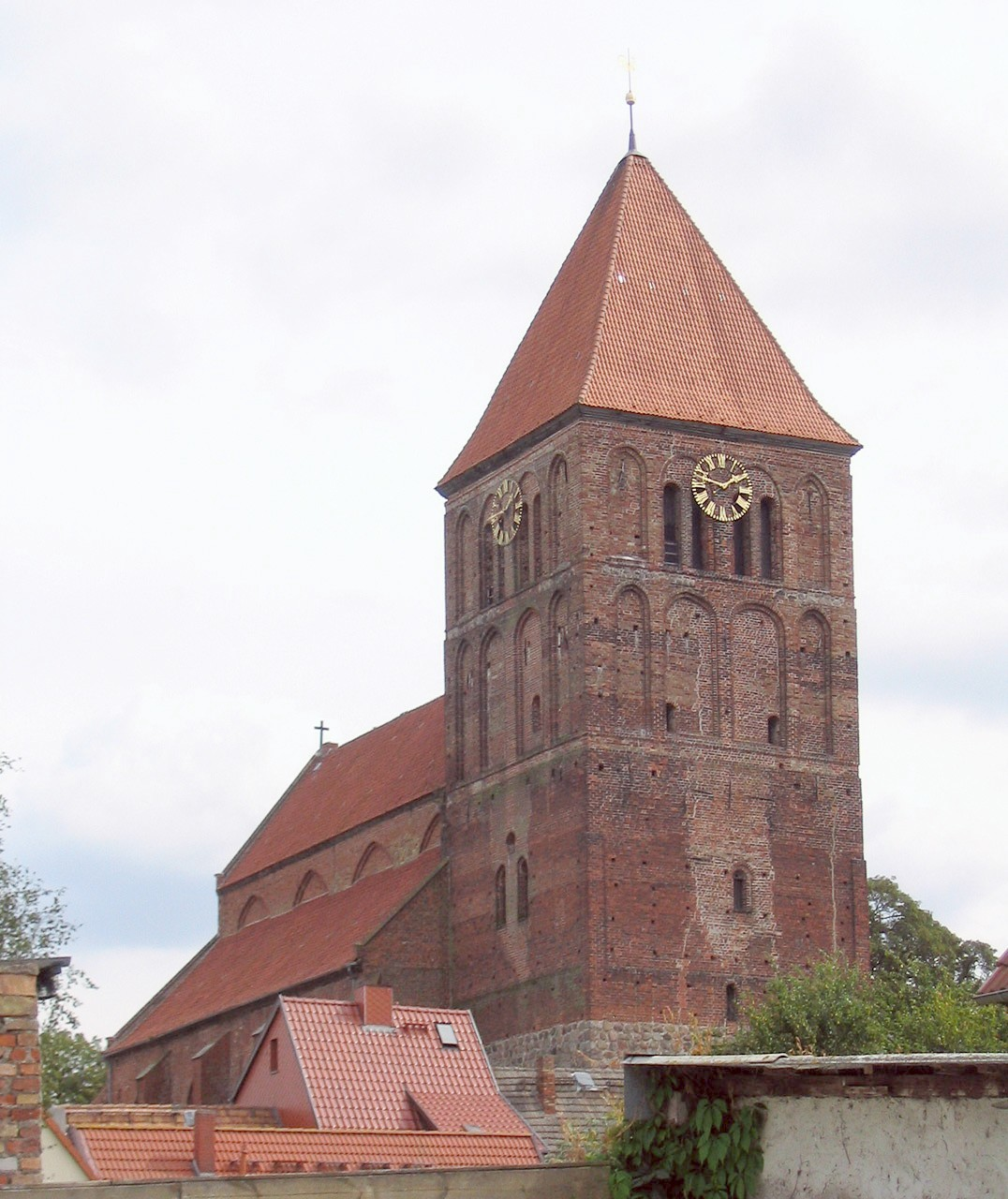
Ehem. Patronatskirche St. Thomas in Tribsees

Die Familie war über Jahrhunderte eng mit wohltätigen Zielen verbunden, so hatte diese das Patronat an der Thomaskirche zu Tribsees. Die in den späten 1970er- /frühen 1980er-Jahren durchgeführte Dachsanierung erfolgte teilweise mit Mitteln aus Spenden der Familie von Hennigs. Zahlreiche Mitglieder im Johanniterorden gehörten vor bereits 1859 und gehören zu der Familie.
Ein Großprojekt war der Erwerb des Gemeindehauses in der Putlitzstraße in Berlin-Moabit. Dieses wurde dann der Heilandskirche zur Verfügung gestellt. Die Geschwister Therese, Fritz und Ingeborg von Hennigs halfen, dass in dem Haus der Putlitzstraße 13 während des Beginns des 20. Jahrhunderts eine lebendige Einrichtung der Nächstenliebe entstand, die rund 100 Jahre und vor allem noch lange nach dem Ableben aller Initiatoren einen soliden Bestand hatte. So wurde ein Gemeindesaal und Versammlungsraum eingerichtet und inhaltlich und geistlich betreut. Die nach Berlin umgezogene Ingeborg von Hennigs war jeden Tag dort im Einsatz, um besonders zu Zeiten der Wirtschaftskrise in den 1920er-Jahren praktische Hilfe zu leisten.

## Wappen und Wahlspruch

Wappen der Familie v. Hennigs

Das auch schon vorher u. a. von Heinrich von Hennigs und dessen Nachkommen genutzte Wappen wurde am 24. September 1790 für den Gutsbesitzer Johann Christopher von Hennigs bestätigt. Dieses Wappen befindet sich mit geringfügig veränderter Helmzier auch im schwedischen Ritterhaus.
Das Wappen ist geviertelt und zeigt in den Feldern 1 und 4 auf Gold einen nimbierten schwarzen Doppeladler, in den Feldern 2 und 3 in Blau eine goldene Säule mit darüber schwebendem, gerändertem Spruchband mit der Inschrift: „est decus in recto“. Das Wappen hat zwei Helme in der deutschen Variante und einen Helm in der schwedischen Variante mit rechts schwarz-goldenen und links blau-goldenen Decken und wird von zwei widersehenden Löwen gehalten.
Der Wahlspruch der Familie lautet: „nobilitat plus virtus avis“.

## Bekannte Familienmitglieder
- Heinrich von Hennigs (1660–1722), königlich preußischer Geheimer Rat und Gesandter im Reichstag zu Frankfurt und Regensburg
- Bernhard Gustav von Hennigs (1770–1845), schwedischer Oberst, Befehlshaber des schwedischen Leib-Regiments der Königin, Ritter vom Großen Kreuz des schwedischen Schwertordens, Ritter des Johanniterordens. Er leitete am 9. Juli 1790 eine Einheit in der für Schweden bedeutenden Seeschlacht bei Svensksund und wurde hierfür von dem schwedischen König Gustav III. persönlich mit der Svensksund-Medaille in Gold[15] am 12. März 1791 in Stralsund ausgezeichnet.
- Albert von Hennigs (1816–1900), Rittergutsbesitzer, von 1845 bis 1848 Mitglied des pommerschen Provinziallandtages.[16]
- Victor von Hennigs (1848–1930), preußischer General der Kavallerie
- Waldemar von Hennigs (1849–1917), preußischer Generalleutnant
- Friedrich (Fritz) von Hennigs (1863–1919), Rittergutsbesitzer, Amtsvorsteher, Kreisdeputierter, Mitglied des Provinziallandtages, Mitglied der Kreissynode u. a. Synodalvorstand, Mitglied des Preußischen Abgeordnetenhauses
- Carl Gustav (Gösta) von Hennigs (1866–1941), schwedischer Maler, Professor für Kunst, Direktor der schwedischen Akademie der Künste in Stockholm[17][18]
- Ingeborg von Hennigs (1867–1944), Schriftstellerin, Diakonisse, Johanniterkrankenschwester u. a. Eintrag in der Deutschen Nationalbibliothek für „Lichtstrahlen für dunkle Zeit“.[19] Gemeinsam mit ihrer Schwester Therese und ihrem Bruder Fritz von Hennigs trug sie wesentlich zum Erfolg der Heilandsgemeinde in Berlin-Moabit bei.[20][21]
- Elisabeth von Schleicher, geb. von Hennigs (1893–1934), Ehefrau des Generals und Reichskanzlers Kurt von Schleicher; mit ihm gemeinsam am 30. Juni 1934 in Neubabelsberg durch SS Truppen ermordet.[22]
- Wolfgang von Hennigs (1932–2023), Kirchenoberbaudirektor in der Nordelbischen Landeskirche,[23] der besonders auch in den Jahren 1975–1990 in Mecklenburg und Vorpommern zahlreiche Kirchenbauprojekte betreute.[24][25][26][27][28][29][30][31]

## Weitere Literatur
- Stremlow. In: Alexander Duncker (Hrsg.): Die ländlichen Wohnsitze, Schlösser und Residenzen der ritterschaftlichen Grundbesitzer in der preußischen Monarchie nebst den königlichen Familien-, Haus-, Fideicommiss- und Schattull-Gütern. Band 4. Duncker, Berlin 1861, Blatt 194 (zlb.de  [Text zwei Seiten danach]). Text
- Heimatbuch des Kreises Grimmen. Verlag Plenge, Sulingen i. Han. 1968, S. 177–180.
- Adelheid M. von Hauff: Frauen gestalten Diakonie. Band 2: Vom 18. bis zum 20. Jahrhundert. Kohlhammer, Stuttgart 2006, S. 413–433, ISBN 3-17-019324-4.
- Eckhard Oberdörfer: Nordvorpommern – Von der Ostseeküste ins Trebeltal – ein Reise- und Lesebuch. 2. Auflage. Edition Temmen, Bremen 2007, S. 150 ff., u. div. a. S., ISBN 978-3-86108-480-8.